# Château de Wittigkofen
Le château de Wittigkofen (allemand : Schloss Wittigkofen) est une résidence de campagne située dans la commune de Berne en Suisse. Il est listé comme bien culturel d'importance nationale.

## Histoire
Le château est à l'origine une ferme donnée par les Zähringen à leurs partisans. Heinricus de Wittenchoven administre le domaine au milieu du XIIIe siècle. En 1271, une communauté religieuse achète la propriété à Heinrich von Seedorf (de), et les années suivantes plusieurs propriétaires se succèdent. En 1570, l'avoyer de Berne Beat Ludwig von Mülinen (de) achète le château. Certaines parties du bâtiment brûlent en 1580. Pendant les invasions françaises, le château est ravagé et pillé par les troupes françaises le 5 mars 1798. Le quartier général des défenseurs de l'Ancien Régime s'y trouve temporairement. L'état-major des opposants à la nouvelle République helvétique s'y installe également pendant un moment. Le château est mentionné plusieurs fois dans les histoires de l'écrivain Rudolf von Tavel (en).
Le château est aujourd'hui en mains privées et est listé comme bien culturel d'importance nationale.